# 张起翔
张起翔（1970年4月—），男，经济学博士，汉族，中华人民共和国政治人物。

## 生平
曾任黑龙江省建设投资集团党委书记、董事长，中共哈尔滨市委副书记、哈尔滨市人民政府市长。2024年5月，出任黑龙江省人民政府副省长。